# Aldea del Fresno
Aldea del Fresno es un municipio y localidad española del suroeste de la Comunidad de Madrid. El término municipal, por el que discurren los ríos Alberche y Perales, cuenta con una población de 3422 habitantes (INE 2024).

## Geografía
Las tierras de Aldea del Fresno se encuentran recorridas de norte a sur por el río Alberche, que entra dejando atrás el embalse de Picadas para seguir la dirección sureste. Dicho río sufre un brusco cambio de sentido hacia el suroeste en las proximidades del casco urbano donde recibe al río Perales, perdiéndose por el sur en el límite con Villa del Prado y Santa Cruz del Retamar.
La orografía presenta lomas de escasa altitud tapizadas de frondosa vegetación por el norte, con monte bajo y encinares que se extienden por el resto del término. Este municipio es el más bajo de la Comunidad de Madrid con los 476 metros de altitud que tiene su ayuntamiento.
Se accede a él a través de las carreteras M-507 y M-510, y limita al norte con Chapinería y Navas del Rey; al sur, con Méntrida y Santa Cruz del Retamar; al este con Villamanta y Villamantilla, y al oeste con Villa del Prado y San Martín de Valdeiglesias.

### Naturaleza

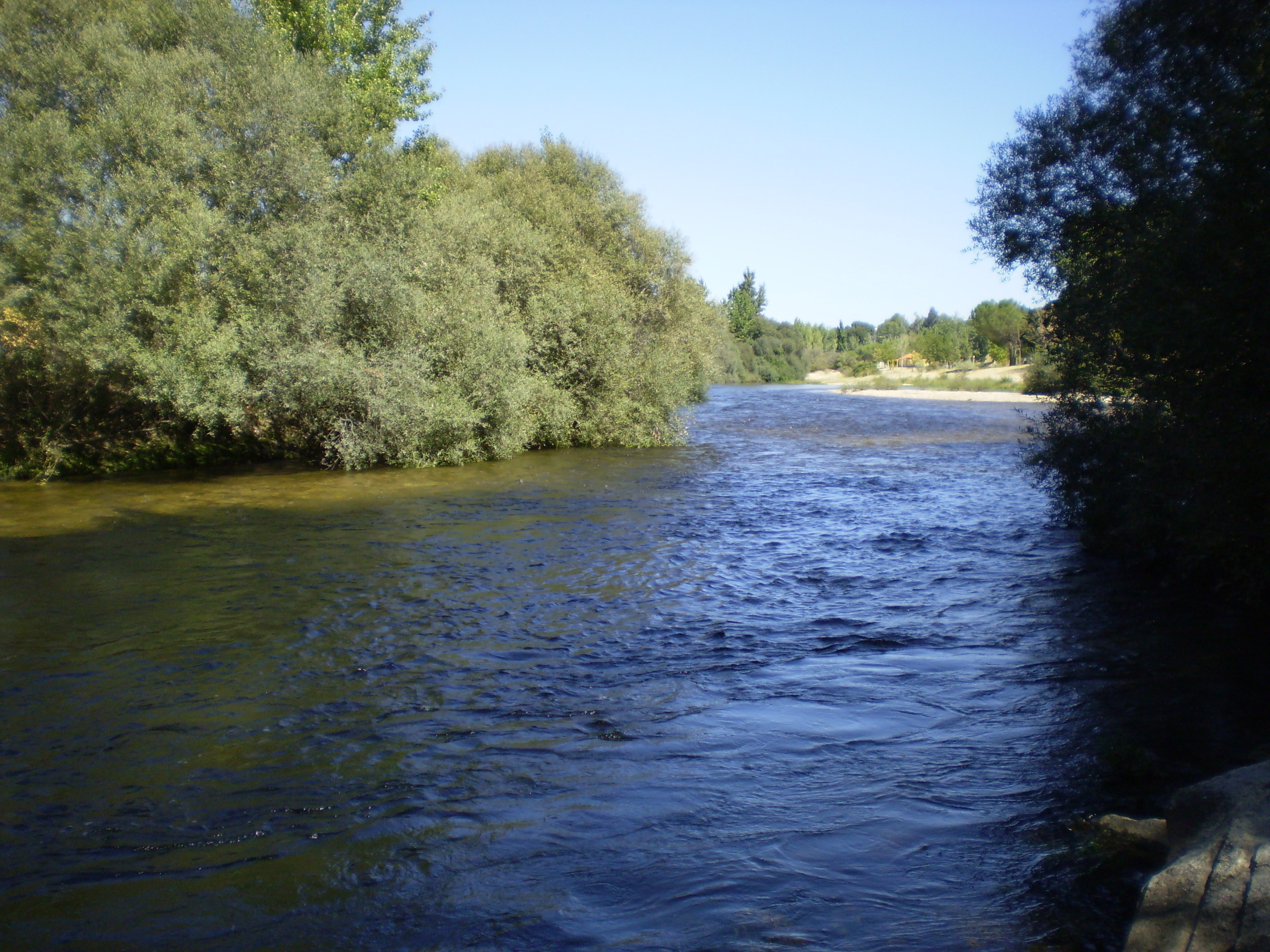
El río Alberche en el municipio

En todo el municipio hay muchas encinas, típicas de la presierra de Guadarrama, enebros, quejigos y matorrales como la jara, la retama, el cantueso, la aulaga, el tomillo, alisos, fresnos, sauces, álamos y chopos.
El elemento principal de su medio natural es el río Alberche con sus afluentes Perales y Berciana. La alternancia de encinas y monte bajo se rompe cuando aparece la frondosa vegetación de ribera.
En la finca de El Rincón se sitúa el Safari Madrid (antes Safari El Rincón, fundado por los hermanos Fernando y Carlos Falcó y Fernández de Córdoba, marqueses de Cubas y de Griñón, adscrita a la organización Chipperfield). En la promoción de la mencionada finca colaboró el naturalista Félix Rodríguez de la Fuente entre los años 1978 y 1979, y tras la muerte del famoso divulgador, gran parte de los lobos con los que trabajó fueron trasladados al Safari El Rincón.

## Historia
El pueblo es de origen iberorromano, siendo ocupado por las legiones de Augusto en el siglo I. Durante la Baja Edad Media fue totalmente destruido. Durante la Reconquista pasó a formar parte del Reino de Castilla y, concretamente, del sexmo de Casarrubios.

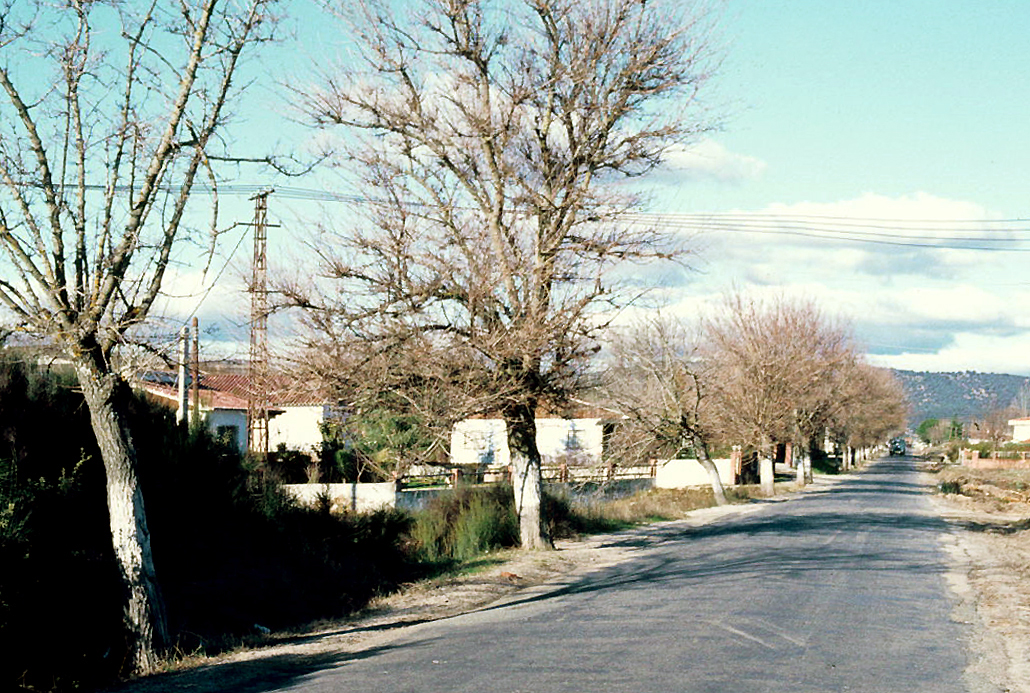
Aldea del Fresno a comienzos de la década de 1980

En 1627 pasó a posesión de Catalina de Mendoza, más tarde nombrada marquesa de la Fresneda, vizcondesa y señora del Fresno. 
En 1833 la Aldea fue incluida en la provincia de Madrid. En 1891 se instaló una vía férrea que pasaba por el municipio, pero ya en la década de 1970 dejó de funcionar. En la actualidad se está intentando adaptar como vía verde.
En septiembre de 2023, la tormenta ocasionada por una DANA provocó la crecida del río Alberche, que a su vez destruyó los tres puentes del municipio, dejándolo casi incomunicado. El Ejército de Tierra instaló un puente provisional Bailey en la carretera M-507 para restaurar el acceso.

## Demografía
Cuenta con una población de 3422 habitantes (INE 2024).
| Gráfica de evolución demográfica de Aldea del Fresno entre 1842 y 2021                                                |
| |
| Población de derecho según los censos de población del INE. Población de hecho según los censos de población del INE. |

## Transportes

### Autobús
| Línea | Recorrido                                                  |
| ----- | ---------------------------------------------------------- |
| 545   | Madrid (Príncipe Pío) - Cenicientos - Sotillo de la Adrada |
| 546   | Madrid (Príncipe Pío) - Rozas de Puerto Real - Casillas    |
| 547   | Madrid (Príncipe Pío) - Villa del Prado - Aldea en Cabo    |
| 548   | Madrid (Príncipe Pío) - Aldea del Fresno - Calalberche     |

## Servicios

### Educación
En Aldea del Fresno hay una guardería pública y un colegio público de educación infantil y primaria.

## Monumentos y lugares de interés
Su faceta artística y monumental está representada por la iglesia parroquial de San Pedro Apóstol, la noria árabe y la antigua Casa Consistorial, que alternan con modernas construcciones, entre las que destacan el Ayuntamiento y las antiguas escuelas situadas en la actual casa de cultura.
Del pasado histórico quedan, en fincas privadas, la ermita de El Santo así como otras construcciones de los siglos XVII y XVIII, que no pueden ser visitados, y la ermita frente a la que se encuentra un crucero del siglo XVII, y las ruinas de la ermita de San Polo, en el despoblado del mismo nombre, junto al camino que parte de las proximidades del Safari, en la M-507.
- Iglesia parroquial de San Pedro Apóstol, del siglo XVIII.
- Ermita de la Virgen del Fresno, de construcción reciente.
- Puente de la Pedrera, del siglo XVIII (destruido en 2023).[3]
- Antiguo Ayuntamiento, del siglo XX.
- Puente de Piedra o de los Cinco Ojos, para pasar de un lado al otro del arroyo Grande (destruido en 2023).[3]
- Ermita de San Polo, al sur del municipio, a unos 5 kilómetros.

## Cultura

### Fiestas

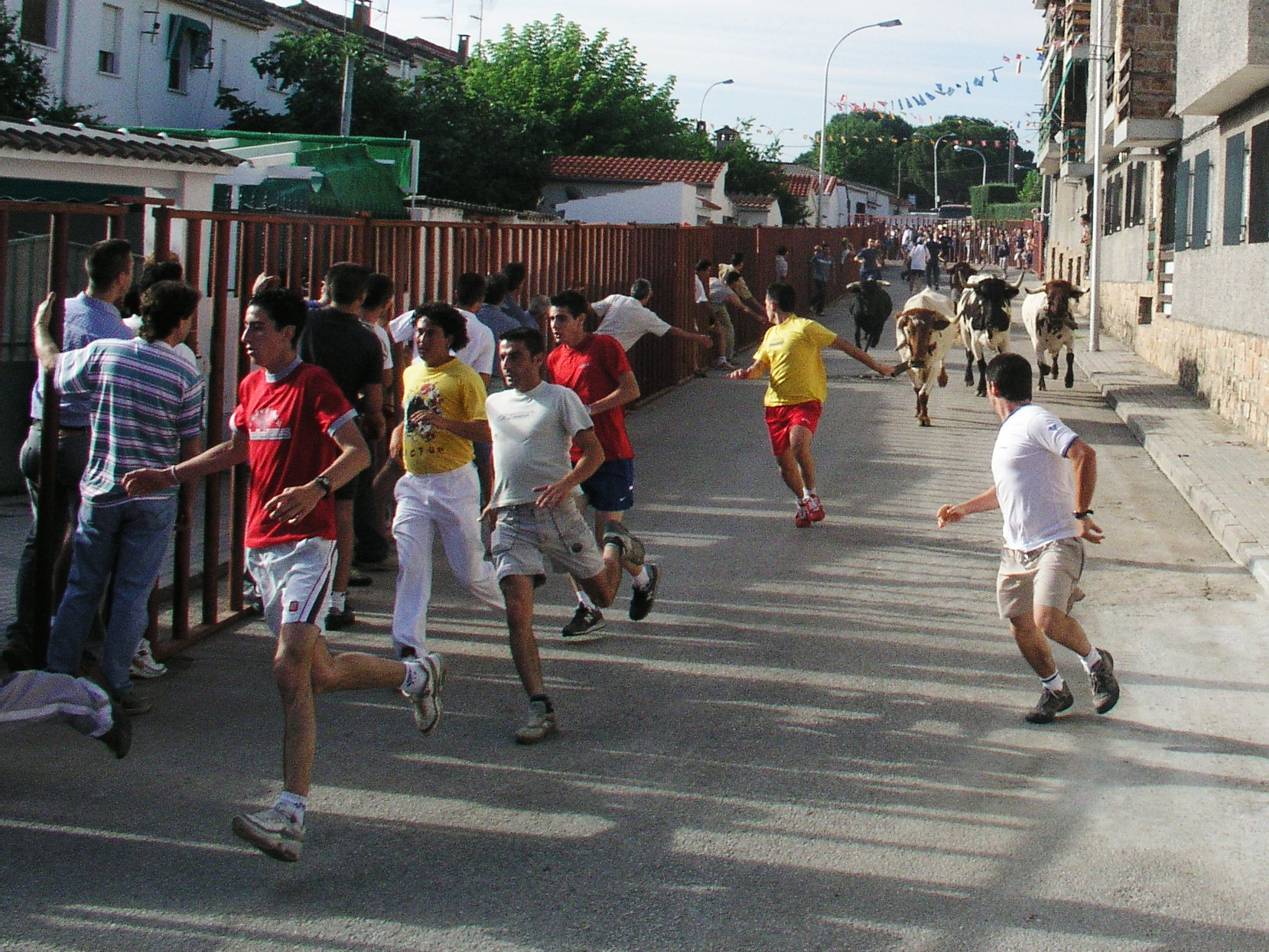
Encierros en Aldea del Fresno

En la localidad se celebrarían San Antón el 17 de enero —con una fiesta de solteros y casados—, los Carnavales en febrero, la Semana de la mujer en marzo, Santa María del Fresno el último domingo de mayo, la Semana Cultural una semana antes de las fiestas patronales, San Pedro Apóstol el 29 de junio —fiestas patronales de la localidad— y la Verbena de la Paloma el 15 de agosto.